# Jana Veselá
Jana Veselá (31 de dezembro de 1983) é uma basquetebolista profissional checa.

## Carreira
Jana Veselá integrou a Seleção Checa de Basquetebol Feminino, em Londres 2012, que terminou na sétima colocação.